# Baga, Yunnan
Baga (kinesiska: 八嘎, 八嘎乡) är en socken i Kina. Den ligger i provinsen Yunnan, i den sydvästra delen av landet, omkring 260 kilometer sydost om provinshuvudstaden Kunming. Antalet invånare är 31 697. Befolkningen består av 15 180 kvinnor och 16 517 män. Barn under 15 år utgör 20,0 %, vuxna 15-64 år 71 %, och äldre över 65 år 8,0 %.
Genomsnittlig årsnederbörd är 1 717 millimeter. Den regnigaste månaden är juli, med i genomsnitt 375 mm nederbörd, och den torraste är februari, med 15 mm nederbörd.